# Batovo
Batovo (cyr. Батово) – wieś w Bośni i Hercegowinie, w Republice Serbskiej, w gminie Čajniče. W 2013 roku liczyła 55 mieszkańców.